# كأس أذربيجان 2005–06
كأس أذربيجان 2005–06 (بالأذرية: 2005-06 Azərbaycan Kuboku)‏ هو الموسم 14 من كأس أذربيجان. أقيم خلال الفترة 24 سبتمبر 2005 وحتى 3 يونيو 2006، وأشرف على تنظيمه اتحاد أذربيجان لكرة القدم، وكان عدد الأندية المشاركة فيه 16، وفاز فيه نادي قره باغ.